# Liste der Kulturdenkmäler in Kirburg
In der Liste der Kulturdenkmäler in Kirburg sind alle Kulturdenkmäler der rheinland-pfälzischen Ortsgemeinde Kirburg aufgeführt. Grundlage ist die Denkmalliste des Landes Rheinland-Pfalz (Stand: 21. Dezember 2021).

## Einzeldenkmäler
| Bezeichnung              | Lage                             | Baujahr                         | Beschreibung                                                                   | Bild                           |
| ------------------------ | -------------------------------- | ------------------------------- | ------------------------------------------------------------------------------ | ------------------------------ |
| Evangelische Pfarrkirche | Köln-Leipziger Straße Lage       | 1872–74                         | Saalbau, 1872–74                                                               | weitere Bilder Fotos hochladen |
| Wohnhaus                 | Köln-Leipziger-Straße 12/14 Lage | nach 1827                       | Fachwerk-Doppelhaus, nach 1827                                                 | weitere Bilder Fotos hochladen |
| Quereinhaus              | Köln-Leipziger-Straße 15 Lage    | 18. Jahrhundert                 | ehemaliges Quereinhaus (?), 18. Jahrhundert, wohl nach 1827 hier neu aufgebaut | weitere Bilder Fotos hochladen |
| Quereinhaus              | Köln-Leipziger-Straße 17 Lage    | 18. oder frühes 19. Jahrhundert | Fachwerk-Quereinhaus, verkleidet, wohl aus dem 18. oder frühen 19. Jahrhundert | weitere Bilder Fotos hochladen |
| Wohnhaus                 | Köln-Leipziger-Straße 19 Lage    | 18. Jahrhundert                 | Fachwerkhaus, 18. Jahrhundert, wohl nach 1827 hier neu aufgebaut               | weitere Bilder Fotos hochladen |
| Quereinhaus              | Köln-Leipziger-Straße 23 Lage    | nach 1827                       | Fachwerk-Quereinhaus, verkleidet, wohl nach 1827                               | Fotos hochladen                |
| Quereinhaus              | Köln-Leipziger-Straße 32 Lage    | nach 1827                       | Fachwerk-Quereinhaus, nach 1827                                                | weitere Bilder Fotos hochladen |